# Stefan Żyńczak
Stefan Żyńczak – poseł do Sejmu Krajowego Galicji II kadencji (1867–1869), włościanin z Odrzechowej.
Wybrany w IV kurii obwodu Sanok, z okręgu wyborczego nr 24 Sanok - Rymanów - Bukowsko. 